# Rupert (Vermont)
Rupert es un pueblo ubicado en el condado de Bennington en el estado estadounidense de Vermont. En el año 2010 tenía una población de 714 habitantes y una densidad poblacional de 6,18 personas por km².

## Geografía
Rupert se encuentra ubicado en las coordenadas 43°16′24″N 73°11′17″O / 43.27333, -73.18806.

## Demografía
Según la Oficina del Censo en 2000 los ingresos medios por hogar en la localidad eran de $36,429 y los ingresos medios por familia eran $41,339. Los hombres tenían unos ingresos medios de $27,500 frente a los $21,797 para las mujeres. La renta per cápita para la localidad era de $20,480. Alrededor del 6.1% de la población estaba por debajo del umbral de pobreza.